# Liste der Biografien/Dann
Liste der Biografien |
Portal Biografien |
Personensuche
# |
A |
B |
C |
D |
E |
F |
G |
H |
I |
J |
K |
L |
M |
N |
O |
P |
Q |
R |
S |
T |
U |
V |
W |
X |
Y |
Z |
?
 
Da |
Db |
Dc |
Dd |
De |
Dg |
Dh |
Di |
Dj |
Dk |
Dl |
Dm |
Dn |
Do |
Dq |
Dr |
Ds |
Du |
Dv |
Dw |
Dy |
Dz
 
Daa |
Dab |
Dac |
Dad |
Dae |
Daf |
Dag |
Dah |
Dai |
Daj |
Dak |
Dal |
Dam |
Dan |
Dao |
Dap |
Daq |
Dar |
Das |
Dat |
Dau |
Dav |
Daw |
Dax |
Day |
Daz
 
Dana |
Danb |
Danc |
Dand |
Dane |
Danf |
Dang |
Danh |
Dani |
Danj |
Dank |
Danl |
Dann |
Dano |
Danq |
Danr |
Dans |
Dant |
Danu |
Danv |
Danw |
Dany |
Danz
Die Liste der Biografien führt alle Personen auf, die in der deutschsprachigen Wikipedia einen Artikel haben. Dieses ist eine Teilliste mit 213 Einträgen von Personen, deren Namen mit den Buchstaben „Dann“ beginnt.

## Dann
- Dann, Alexander (1817–1897), deutscher Jurist, Partikulier, Landwirt und Politiker (NLP), MdR
- Dann, Carrie (1932–2021), US-amerikanische Umweltaktivistin und Indianerin
- Dann, Christian Adam (1758–1837), deutscher evangelischer Pfarrer und Tierschützer
- Dann, Colin (* 1943), englischer Schriftsteller
- Dann, Friedrich Wilhelm (1902–1979), deutscher Schauspieler und Hörspielsprecher
- Dann, Georg Edmund (1898–1979), deutscher Apotheker und Pharmaziehistoriker
- Dann, Gerhard (1935–2014), deutscher Politiker (SPD), MdL
- Dann, Gertrud (1908–1998), deutsche Kindergärtnerin
- Dann, Heidemarie (* 1950), deutsche Politikerin (parteilos), MdB
- Dann, Jack (* 1945), US-amerikanischer SF- und Fantasy-Schriftsteller und Herausgeber
- Dann, Jakob Heinrich (1720–1790), Hofgerichtsassessor und Bürgermeister von Tübingen
- Dann, Marc (* 1962), US-amerikanischer Jurist und Politiker (Demokratische Partei)
- Dann, Mary (1923–2005), US-amerikanische Indianerin und Umweltaktivistin, Trägerin des Alternativen Nobelpreises
- Dann, Otto (1937–2014), deutscher Historiker
- Dann, Philipp (* 1972), deutscher Rechtswissenschaftler und Hochschullehrer
- Dann, Pip, neuseeländische Schauspielerin und Moderatorin
- Dann, Scott (* 1987), englischer Fußballspieler
- Dann, Sophie (1900–1993), deutsche Kindergärtnerin, Säuglingsschwester, Gründerin einer Mütterschule und Mitarbeiterin von Anna Freud
- Dann, Steven (* 1953), kanadischer Bratschist
- Dann, Thomas M. (* 1962), deutscher Zahnarzt und Kunsthistoriker

### Danna
- Danna, Jeff (* 1964), kanadischer Komponist und Gitarrist
- D’Anna, Lorenzo (* 1972), italienischer Fußballspieler und -trainer
- Danna, Mychael (* 1958), kanadischer Komponist von FilmmusikMychael Danna (* 1958)

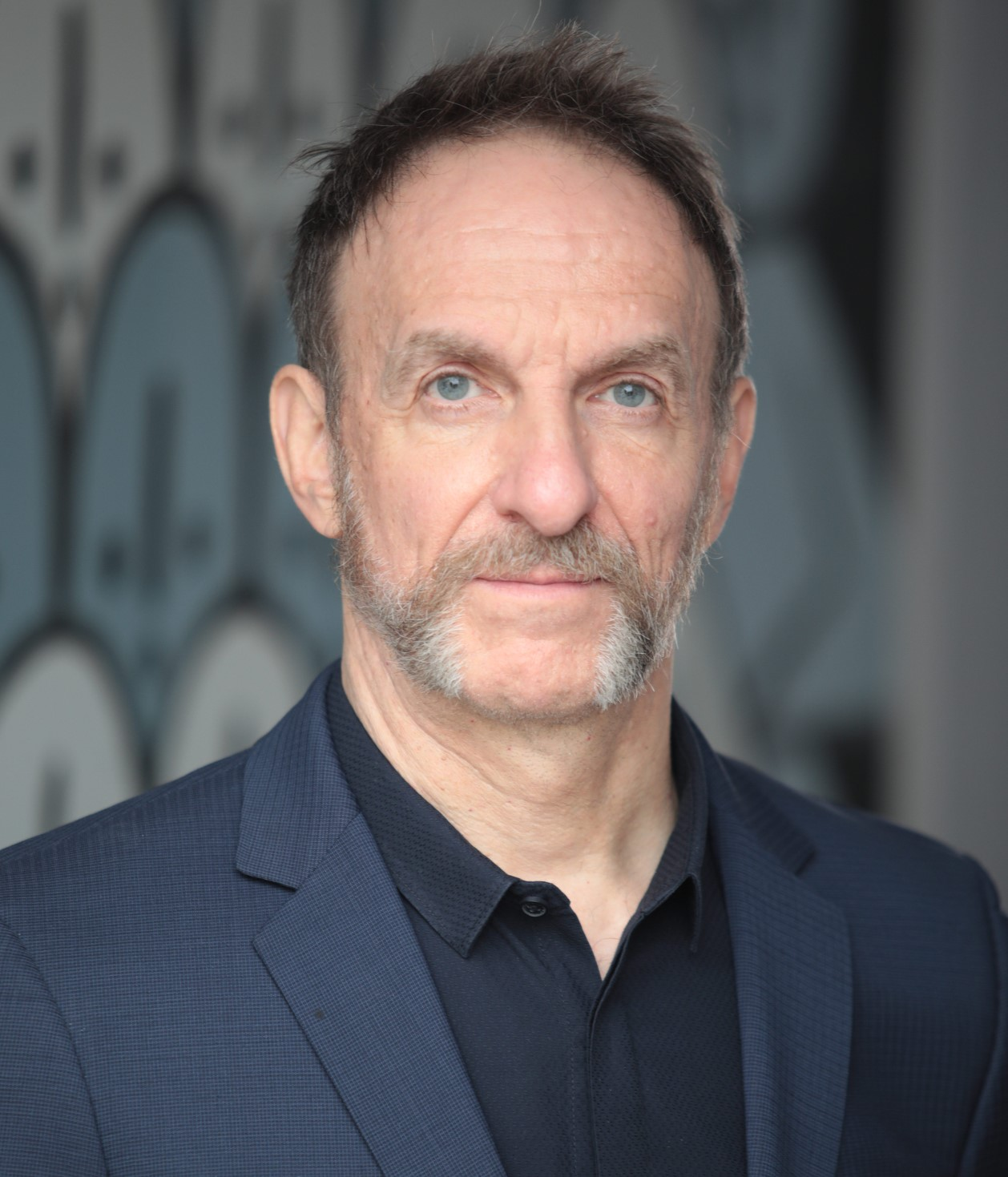
Mychael Danna (* 1958)

- D’Anna, Vito (1718–1769), italienischer Maler
- Dannapfel, Fritz (1900–1972), deutscher Verwaltungsbeamter und Landrat
- Dannat, Adolf (1885–1922), deutscher Politiker (KPD), Mitglied der Bremischen Bürgerschaft
- Dannat, Horst (* 1934), deutscher SED-Funktionär (DDR) und Generaldirektor des VEB Reisebüro der DDR
- Dannatt, Richard (* 1950), britischer Militär, General der British Army und Oberbefehlshaber (2006–2009)
- Dannay, Frederick (1905–1982), US-amerikanischer Krimi-Schriftsteller

### Danne
- Danne, Auguste (1859–1936), deutsche Schriftstellerin
- Danne, Christoph (* 1976), deutscher Lyriker und Verleger
- Danne, Harald (* 1955), deutscher Jurist, Vizepräsident, leitender Direktor StudiumPlus
- Danne, Jean (1912–1959), französischer Autorennfahrer
- Danne, Philipp (* 1985), deutscher SchauspielerPhilipp Danne (* 1985)

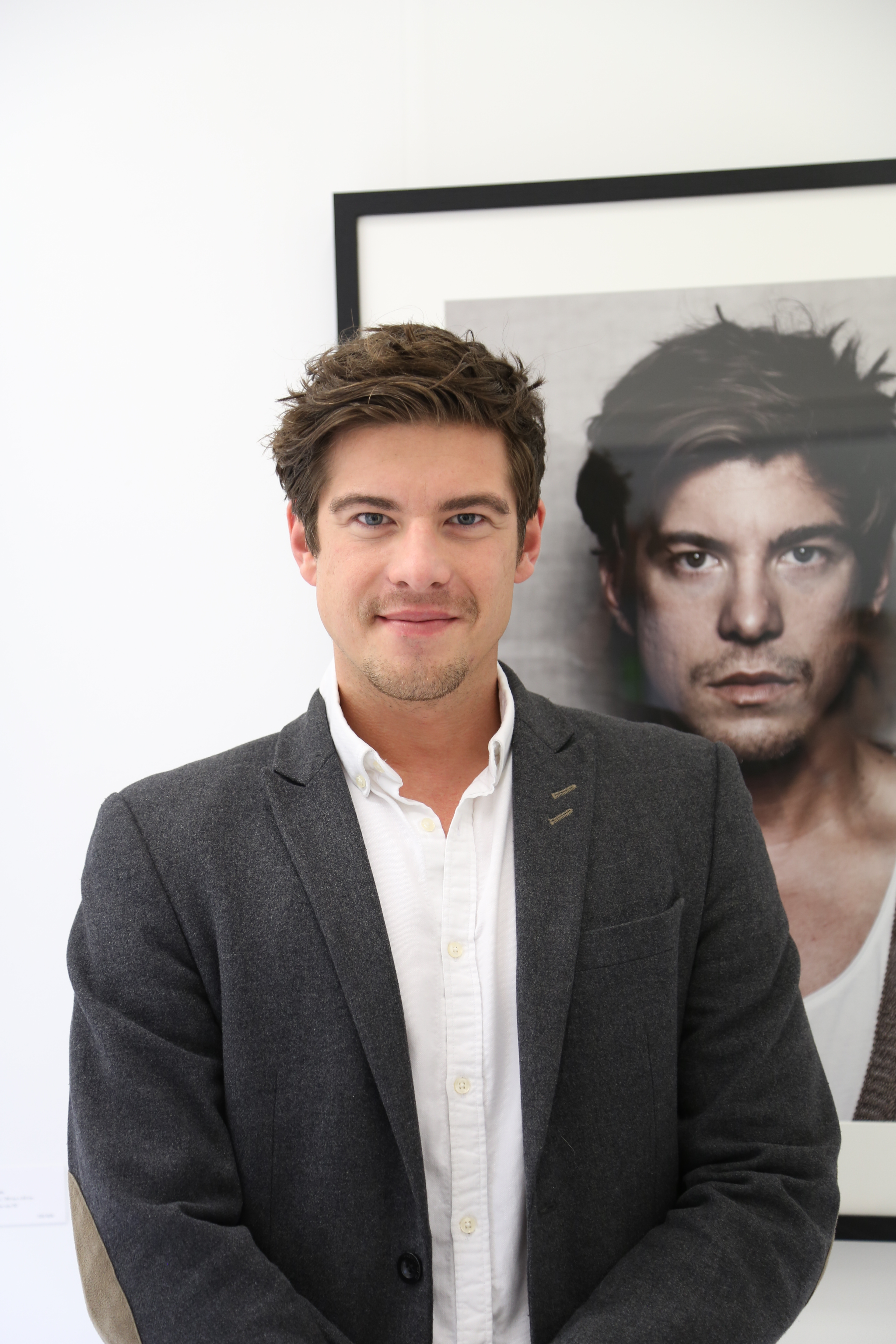
Philipp Danne (* 1985)

- Danne, Thomas (* 1959), deutscher Kinderarzt und Hochschullehrer, Professor für Kinder- und Jugendmedizin
- Danne, Wolfgang (1941–2019), deutscher Eiskunstläufer
- Danneberg, Bärbel (* 1943), österreichische Journalistin und Autorin
- Danneberg, Emil (1896–1965), deutscher Nationalsozialist
- Danneberg, Erika (1922–2007), österreichische Autorin und Psychoanalytikerin
- Danneberg, Gottlob (1839–1887), deutscher Turnpionier
- Danneberg, Jean-Paul (* 2002), deutscher Hockeyspieler
- Danneberg, Jochen (* 1953), deutscher Skispringer
- Danneberg, Lutz (* 1951), deutscher Literaturwissenschaftler und Hochschullehrer
- Danneberg, Peter, deutscher Laienschauspieler
- Danneberg, Robert (1885–1942), sozialdemokratischer Politiker und Jurist der Ersten Republik in Österreich
- Danneberg, Rolf (* 1953), deutscher Leichtathlet und Olympiasieger
- Danneberg, Thomas (1942–2023), deutscher Schauspieler, Synchronsprecher, Synchronregisseur und DialogbuchautorThomas Danneberg (1942–2023)

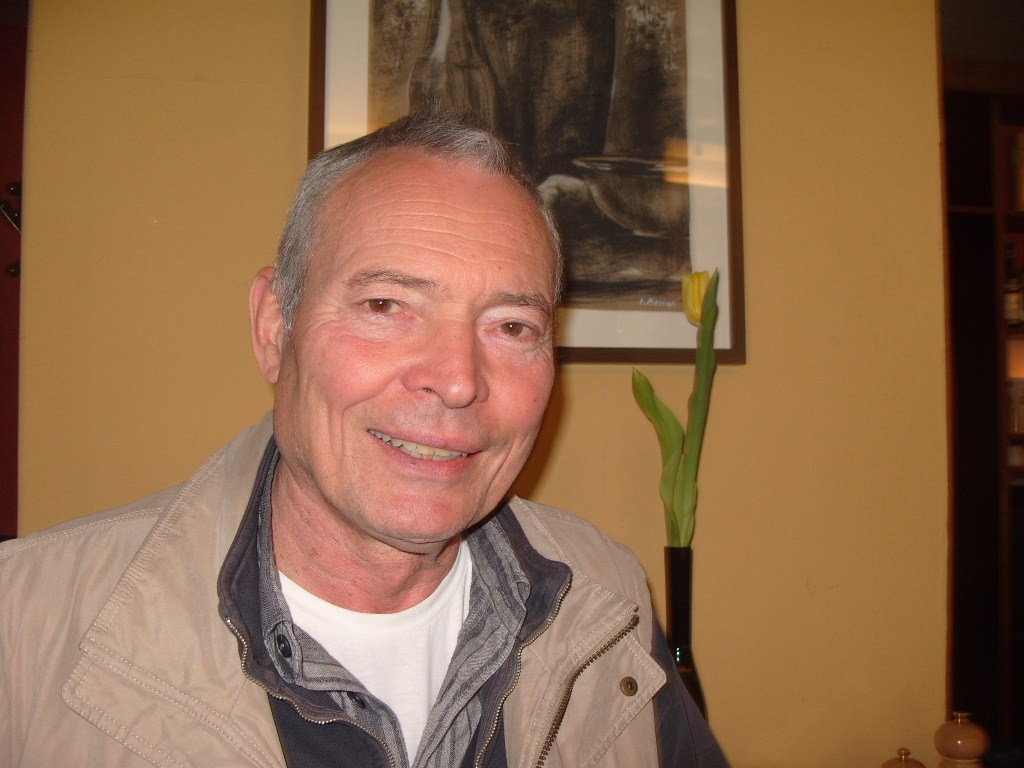
Thomas Danneberg (1942–2023)

- Danneberg, Tim (* 1986), deutscher Fußballspieler
- Dannebom, Otto (1904–1975), deutscher Gewerkschafter und Politiker (SPD), MdB
- Danneboom, Wilhelm (1894–1963), deutscher Maler, Glasmaler und Architekt
- Dannecker, Anton von (1816–1881), deutscher Geistlicher, römisch-katholischer Theologe
- Dannecker, Emil (1883–1964), deutscher Maler
- Dannecker, Franz Josef (1927–1992), deutscher Politiker (CSU)
- Dannecker, Gerhard (* 1952), deutscher Jurist
- Dannecker, Johann Heinrich (1758–1841), deutscher Bildhauer
- Dannecker, Karin (* 1955), deutsche Kunsttherapeutin
- Dannecker, Klaus Peter (* 1963), deutscher römisch-katholischer Theologe
- Dannecker, Maks (* 1976), deutsche Fotografin
- Dannecker, Martin (* 1942), deutscher Sexualwissenschaftler
- Dannecker, Theodor (1913–1945), deutscher SS-Hauptsturmführer
- Danneel, Heinrich (1867–1942), deutscher Physikochemiker und Professor in Aachen und Münster
- Danneels, Godfried (1933–2019), belgischer Geistlicher, römisch-katholischer Erzbischof von Mecheln-Brüssel, KardinalGodfried Danneels (1933–2019)

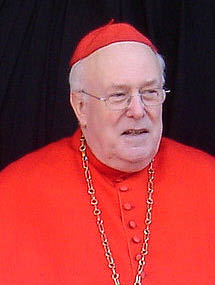
Godfried Danneels (1933–2019)

- Danneels, Gustave (1913–1976), belgischer Radrennfahrer
- Dannegger, Astrid (* 1940), deutsche Keramikerin
- Dannegger, Johann (* 1905), deutscher Jurist
- Dannegger, Johann Baptist (1682–1760), Abt des Chorherrenstifts Kreuzlingen
- Dannegger, Klaus (* 1943), deutscher Kabarettist, Dramaturg und Kabarettautor
- Dannehl, Florian, deutscher American-Football-Spieler
- Dannehl, Petra Gabriele (1948–2020), deutsche Malerin und Künstlerin
- Danneil, Friedrich Hermann Otto (1826–1908), deutscher Kirchenhistoriker
- Danneil, Heinrich (1872–1942), deutscher evangelischer Theologe
- Danneil, Johann Friedrich (1783–1868), deutscher Prähistoriker
- Dannemann, Adolf Heinrich (1867–1932), deutscher Psychiater und Heilpädagoge
- Dannemann, Diedrich (1874–1933), deutscher Politiker (DVP, DNVP, NSDAP), MdR
- Dannemann, Federico (* 1979), argentinischer Jazzmusiker (Gitarre, Komposition)
- Dannemann, Geraldo (1851–1921), deutsch-brasilianischer Unternehmer
- Dannemann, Gerhard (* 1959), deutscher Jurist, Professor an der Humboldt-Universität zu Berlin
- Dannemann, Helmeke, während der Wullenwever-Zeit Ratsherr der Hansestadt Lübeck
- Dannemann, Karl (* 1885), deutscher Politiker (DDP, LDP) und Landtagsmitglied in Sachsen-Anhalt
- Dannemann, Karl (1896–1945), deutscher Maler und Filmschauspieler
- Dannemann, Monika (1945–1996), deutsche Freundin des Musikers Jimi Hendrix
- Dannemann, Robert (1902–1965), deutscher Politiker (FDP), MdB
- Dannemann, Rüdiger (* 1949), deutscher Philosoph
- Dannemann, Thomas (* 1968), deutscher Schauspieler und Theaterregisseur
- Dannemeyer, William E. (1929–2019), US-amerikanischer Politiker
- Dannemiller, Alexa Marie (* 1993), US-amerikanische Volleyballspielerin
- Dannen, Funny van (* 1958), deutscher Liedermacher, Schriftsteller und MalerFunny van Dannen (* 1958)

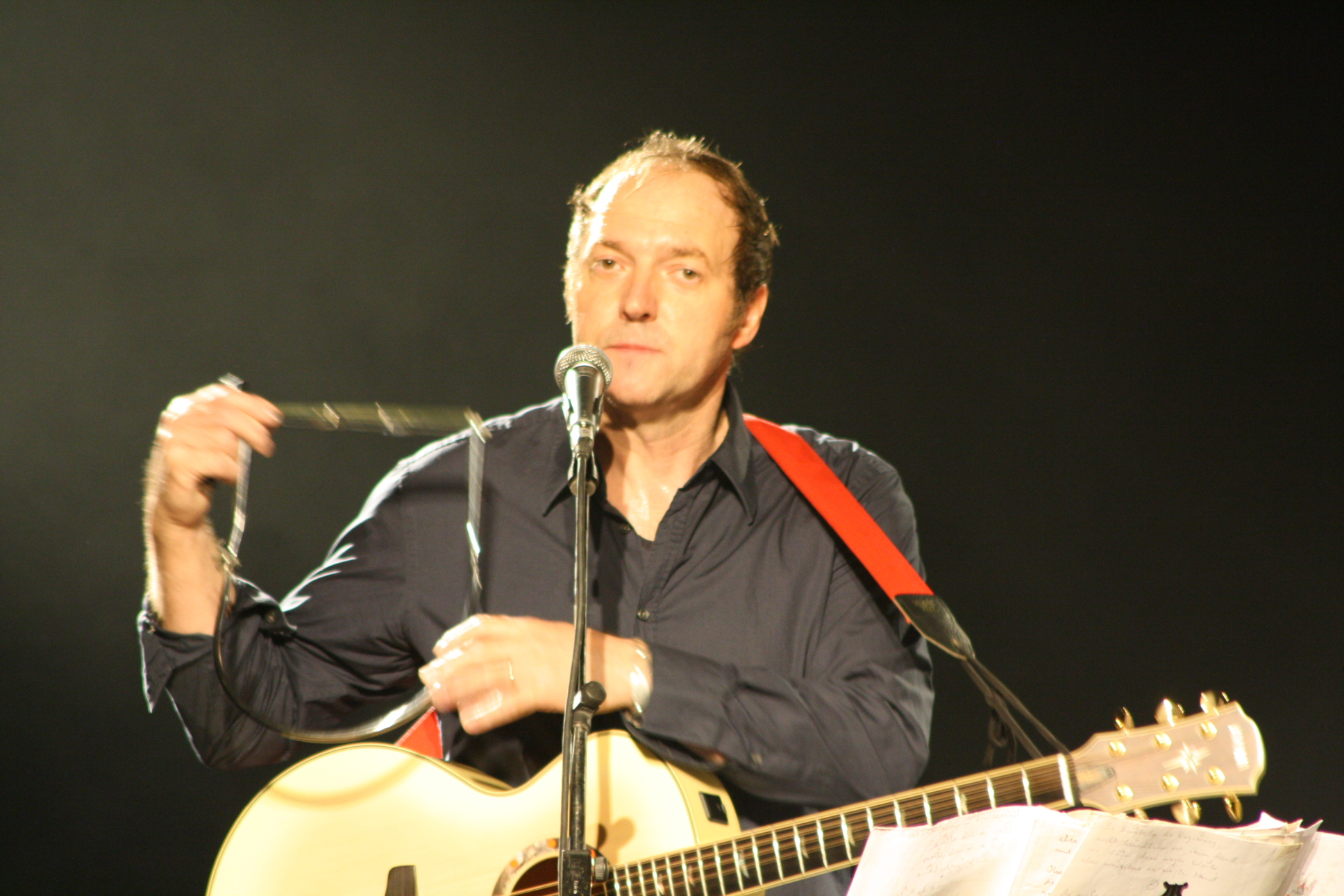
Funny van Dannen (* 1958)

- Dannenbauer, Heinrich (1897–1961), deutscher Historiker
- Dannenbaum, Hans (1895–1956), deutscher evangelischer Theologe, Stadtmissionsdirektor und Pfarrer
- Dannenberg, Alexander (* 1967), deutscher Filmproduzent und Regisseur
- Dannenberg, Alfred (1906–1999), deutscher Gewerkschafter
- Dannenberg, Alfred (* 1976), deutscher Politiker (AfD)
- Dannenberg, Alice (1861–1948), deutschbaltische Malerin
- Dannenberg, Arthur (1865–1946), deutscher Geologe
- Dannenberg, Carl Julius (1813–1875), deutscher Richter, Landtagspräsident in Oldenburg, MdR im Norddeutschen Bund
- Dannenberg, Clemens von (1819–1897), königlich preußischer Generalmajor, Kommandant der Festung Wesel
- Dannenberg, Dieter (* 1959), deutscher Fußballspieler
- Dannenberg, Ferdinand von (1818–1893), preußischer General der Infanterie
- Dannenberg, Georg (1931–1999), deutscher Autor und Journalist
- Dannenberg, Georg von (1858–1931), deutscher Jurist, Radakteur und Politiker (DHP), MdR
- Dannenberg, Hans-Jörg (* 1957), deutscher Politiker (CDU), MdL
- Dannenberg, Hermann (1824–1905), deutscher Numismatiker
- Dannenberg, Jürgen (* 1952), deutscher Kommunalpolitiker der Linkspartei und Landrat des Landkreises Wittenberg
- Dannenberg, Karl (1832–1892), deutsch-baltischer Lehrer
- Dannenberg, Kathrin (* 1966), deutsche Politikerin (Die Linke), MdL
- Dannenberg, Konrad (1912–2009), deutsch-US-amerikanischer Triebwerksspezialist des deutschen Raketenwaffen-Programms
- Dannenberg, Kurt (* 1968), deutscher Kommunalpolitiker und ehemaliger Offizier der BundeswehrKurt Dannenberg (* 1968)

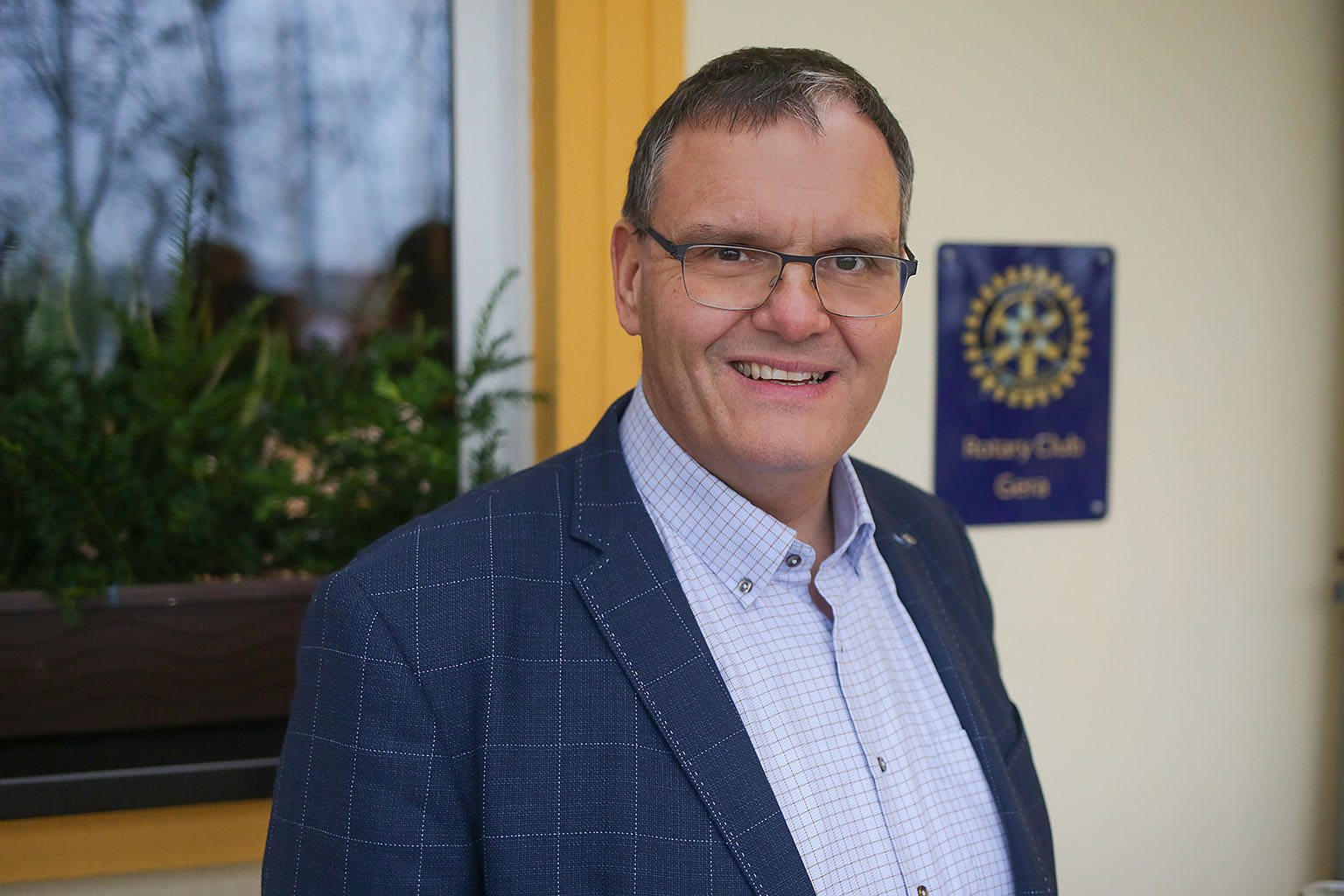
Kurt Dannenberg (* 1968)

- Dannenberg, Lars-Arne (* 1971), deutscher Historiker und Autor
- Dannenberg, Meike (* 1974), deutsche Literatur-Journalistin und Autorin
- Dannenberg, Otto (1879–1941), deutscher Politiker (Wirtschaftspartei, DStP), MdL
- Dannenberg, Paul (1894–1957), deutscher Maskenbildner und Friseur bei Theater und Film
- Dannenberg, Peter (1930–2015), deutscher Musikkritiker, Musikschriftsteller und Intendant
- Dannenberg, Robby (* 1974), deutscher Schriftsteller und Drehbuchautor
- Dannenberg, Robby (* 1976), deutscher Drehbuchautor und Regisseur
- Dannenberg, Sophie (* 1971), deutsche Schriftstellerin
- Dannenbring, Fredo (1926–2014), deutscher Diplomat
- Dannenbring, Rolf (1924–1998), deutscher Rechtswissenschaftler, Rechtshistoriker und Hochschullehrer
- Dannenmann, Arnold (1907–1993), deutscher evangelischer Theologe und Gründer des Christlichen Jugenddorfwerks Deutschlands (CJD)
- Dannenmann, Christopher (1938–2020), deutscher evangelischer Pfarrer, Philosoph und langjähriger Präsident des Christlichen Jugenddorfwerks Deutschlands
- Dannenmann, Friedrich (1864–1952), deutscher Baumeister und Bauunternehmer
- Dannenmann, Matthias (1943–2021), deutscher evangelischer Theologe, CVJM-Funktionär und Pfarrer
- Dannenmann, Steve (* 1966), US-amerikanischer Pokerspieler
- Dannenmayer, Matthias (1744–1805), deutscher Kirchenhistoriker
- Dannenmeier, Herbert (1926–2008), deutscher Fußballspieler
- Danner, Albert (1913–1991), österreichischer Politiker (NSDAP, VdU/FPÖ), Landtagsabgeordneter zum Vorarlberger Landtag
- Danner, Alexandra (* 1999), deutsche Skilangläuferin
- Danner, Benno (1857–1917), deutscher Unternehmer, Stifter und Mitnamensgeber der Benno und Therese Danner'schen Kunstgewerbestiftung
- Danner, Blythe (* 1943), US-amerikanische Schauspielerin
- Danner, Christian (* 1958), deutscher AutomobilrennfahrerChristian Danner (* 1958)

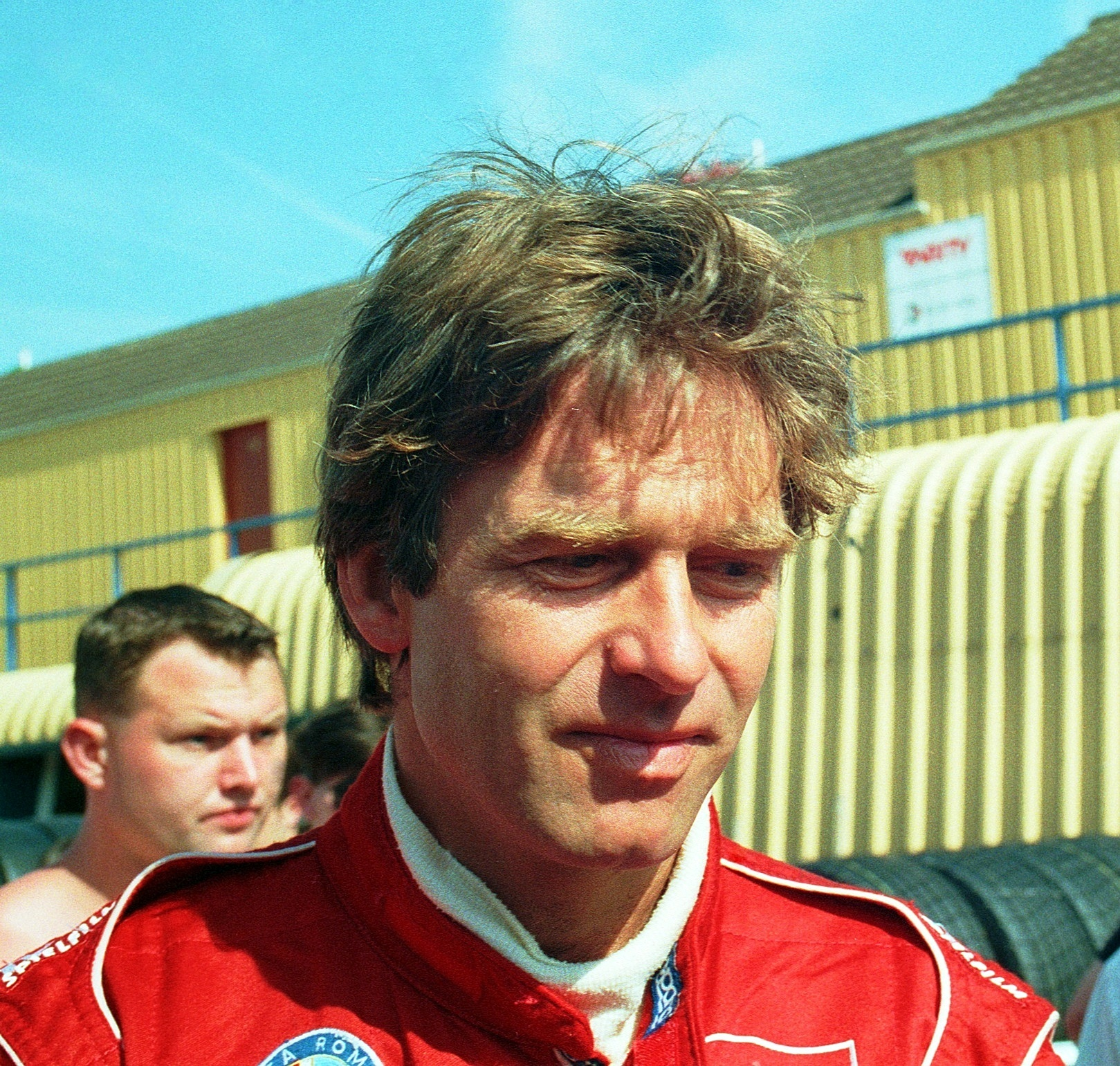
Christian Danner (* 1958)

- Danner, David (* 1983), deutscher Eishockeyspieler
- Danner, Dietmar (* 1950), deutscher Fußballspieler
- Danner, Dorothee (* 1949), deutsche Politikerin (SPD), MdL
- Danner, Felix (* 1985), deutscher Handballspieler
- Danner, Florian (* 1983), österreichischer Fernsehmoderator
- Danner, Franz Josef (* 1984), österreichischer Schauspieler und Autor
- Danner, Fritz (* 1877), deutscher Kunstturner
- Danner, Georg († 1686), deutscher Baumeister des Barock
- Danner, Gregor (1861–1919), deutscher Ordensgeistlicher und Abt
- Danner, Helmut (* 1941), Philosoph, Pädagoge und Autor
- Danner, Jakob von (1865–1942), deutscher Generalleutnant
- Danner, Joel Buchanan (1804–1885), US-amerikanischer Politiker
- Danner, Josef (1955–2020), österreichischer Künstler
- Danner, Karin (* 1959), deutsche FußballspielerinKarin Danner (* 1959)

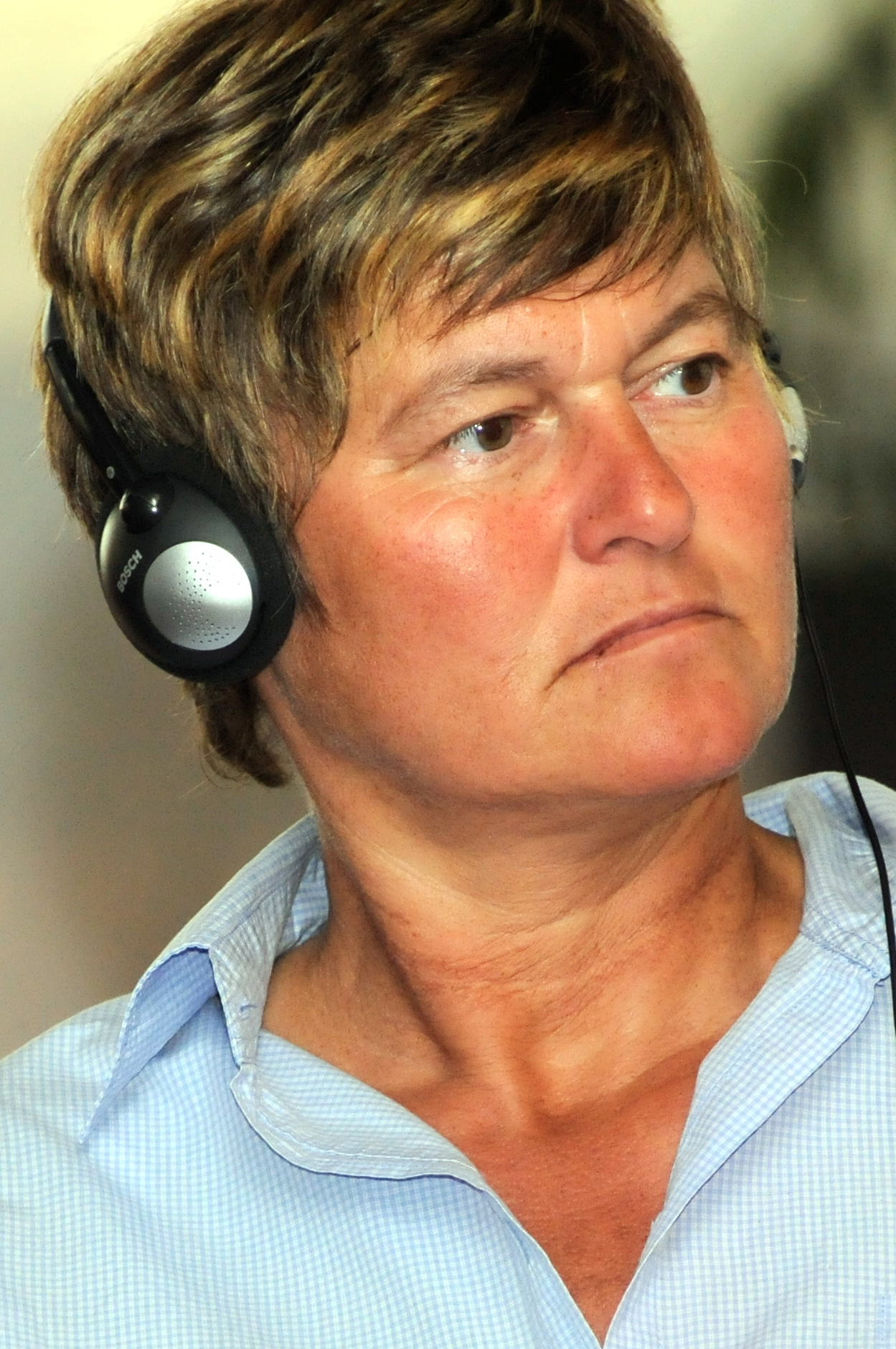
Karin Danner (* 1959)

- Danner, Karl († 1873), deutscher Verwaltungsbeamter
- Danner, Leonhard († 1585), deutscher Mechaniker
- Danner, Lothar (1891–1960), deutscher Politiker (SPD), MdHB
- Danner, Louise (1815–1874), morganatische Ehefrau von König Friedrich VII. von Dänemark
- Danner, Mark (* 1958), US-amerikanischer Autor und Journalist
- Danner, Max (1930–1997), deutscher Unfallforscher
- Danner, Michael (* 1951), deutscher Maler und Bildhauer
- Danner, Pat (* 1934), US-amerikanische Politikerin
- Dänner, Rudolf (1862–1936), bayerischer Generalleutnant
- Danner, Simon (* 1986), deutscher Eishockeyspieler
- Danner, Therese (1861–1934), deutsche Kunstmäzenin und Gründerin der Danner-Stiftung
- Danner, Volker (1942–2005), deutscher Fußballtorwart
- Danner, Walter (1922–1992), deutscher Fußballspieler
- Danner, Wilfried Maria (* 1956), deutscher Komponist
- Danner, Zeno (* 1978), deutscher Kommunalpolitiker (parteilos)
- Dannereder, Michael (1879–1929), österreichischer Bäcker und Politiker (SDAP), Landtagsabgeordneter, Abgeordneter zum Nationalrat
- Dannert, Frauke (* 1979), deutsche Künstlerin
- Danneskiold-Laurvig, Christian Conrad (1723–1783), dänischer Admiral
- Danneskiold-Samsøe, Christian (1702–1728), dänischer Adliger, Kammerherr, Geheimer Rat und Bibliothekar
- Danneskiold-Samsøe, Christian Conrad Sophus (1774–1823), dänischer Adliger, Magistrat, Bezirkshauptmann und Geheimer Konferenzrat
- Danneskiold-Samsøe, Friedrich (1703–1770), dänischer Staatsmann und General
- Danneskiold-Samsøe, Friedrich Christian (1722–1778), dänischer geheimer Rat, Kammerherr und Generalpostmeister
- Danneskiold-Samsøe, Henriette (1776–1843), dänische Unternehmerin
- Danneskiold-Samsøe, Louise Sophie (1796–1867), dänische Adlige und durch Heirat Herzogin von Schleswig-Holstein-Sonderburg-Augustenburg
- Dannet, Jean (1912–1997), französischer Maler, Chansonnier und Komiker
- Dannetun, Helen (* 1957), schwedische Physikerin
- Dannewitz, Ida (* 1999), schwedische Skirennläuferin
- Danney, Ian (* 1969), kanadischer Bobfahrer

### Dannh
- Dannhauer, Ernst Heinrich (1800–1884), preußischer Generalleutnant
- Dannhauer, Johann Christoff (1637–1713), deutscher Jurist und Bürgermeister von Hannover (1702–1713)
- Dannhauer, Johann Conrad (1603–1666), deutscher lutherischer Theologe, Professor der Beredsamkeit/Rhetorik, Hermeneutiker und Dichter
- Dannhauer, Judith (* 1982), deutsche Eisschnellläuferin
- Dannhauer, Karl (1891–1977), deutscher Lehrer, Ornithologe und Botaniker
- Dannhauer, Norman (* 1979), deutscher Bobfahrer
- Dannhauer, Renate (* 1939), deutsche Skilangläuferin
- Dannhauer, Rudolf (* 1934), deutscher Skilangläufer
- Dannhäuser, Albin K. (* 1943), deutscher Pädagoge und Bildungspolitiker
- Dannhauser, Claudia (* 1966), österreichische Journalistin
- Dannhäuser, Jean Eduard (1868–1925), deutscher Bildhauer
- Dannheim, Franziska (* 1970), deutsche Sopran-Sängerin und Autorin
- Dannheim, Reinhard (1936–2021), deutscher Ophthalmologe
- Dannheimer, Hermann (1929–2020), deutscher Mittelalterarchäologe
- Dannhof, Wilhelm Nicolaus (* 1870), deutscher Bankmanager und Unternehmer
- Dannhoff, Erika (1909–1996), deutsche Schauspielerin
- Dannhorn, Ingo (* 1974), deutscher Pianist und Musikdozent

### Danni
- D’Annibale, Giuseppe (1815–1892), italienischer Geistlicher und Theologe, Kurienkardinal
- D’Annibale, Miguel Ángel (1959–2020), argentinischer Geistlicher, römisch-katholischer Bischof von San Martín
- Dannic (* 1985), niederländischer DJ und Produzent
- Dannich, Gustav (1881–1923), deutscher Gewerkschaftsfunktionär, Gemeindeverordneter in Hoengen und Mitglied des Rheinischen Provinziallandtages für die SPD
- Dannien, Kuno (* 1931), deutscher Architekt
- Dannike-Frau, Moorleiche
- Danning, Kofi (* 1991), australischer Fußballspieler
- Danning, Sybil (* 1947), österreichische SchauspielerinSybil Danning (* 1947)

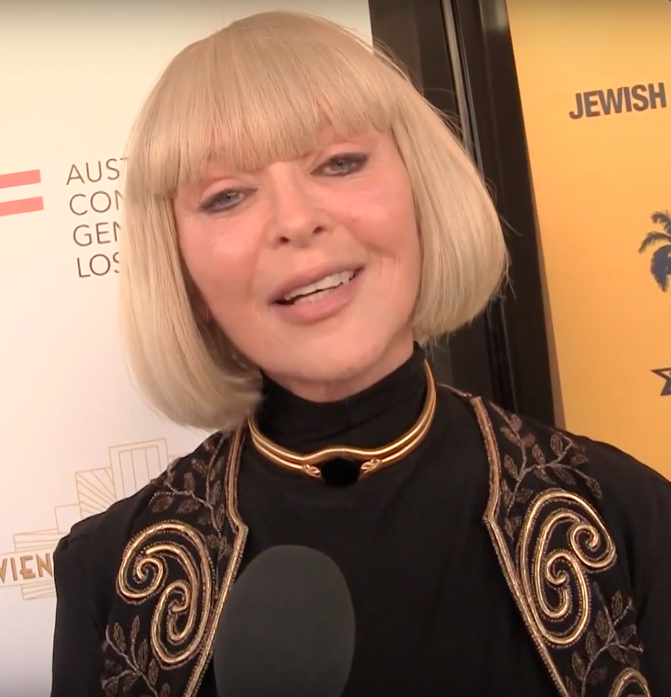
Sybil Danning (* 1947)

- Danninger, Herbert (* 1955), österreichischer Chemiker und Pulvermetallurge
- Danninger, Jochen (* 1975), österreichischer Politiker (ÖVP), Staatssekretär, Landesrat

### Dannm
- Dannmeier, Heinrich (1852–1937), deutscher Biologe und Schulrektor
- Dannmeyer, Ferdinand (1880–1959), deutscher Meteorologe

### Danno
- D’Annolfo, Frank (1907–2003), US-amerikanischer Jazzmusiker (Posaune)
- Dannon, Tony (1924–2011), US-amerikanischer Jazzmusiker und Arrangeur
- Dannoritzer, Cosima (* 1965), deutsche Filmautorin und Filmproduzentin
- Dannowski, Hans Werner (1933–2016), deutscher evangelischer Theologe und Autor
- Dannowski, Nico (* 1996), deutscher Badmintonspieler

### Dannr
- Dannreuther, Edward (1844–1905), englischer Pianist und Musikpädagoge deutscher Herkunft
- Dannreuther, Gustav (1853–1923), US-amerikanischer Geiger

### Danns
- Danns, Jayden (* 2006), englischer Fußballspieler
- Dannström, Isidor (1812–1897), schwedischer Opernsänger (Bariton), Gesangspädagoge und Komponist

### Dannu
- Dannum-Tāḫāz, König von Ešnunna
- D’Annunzio, Gabriele (1863–1938), italienischer Schriftsteller des Fin de Siècle und spätromantischer Vertreter des SymbolismusGabriele D’Annunzio (1863–1938)

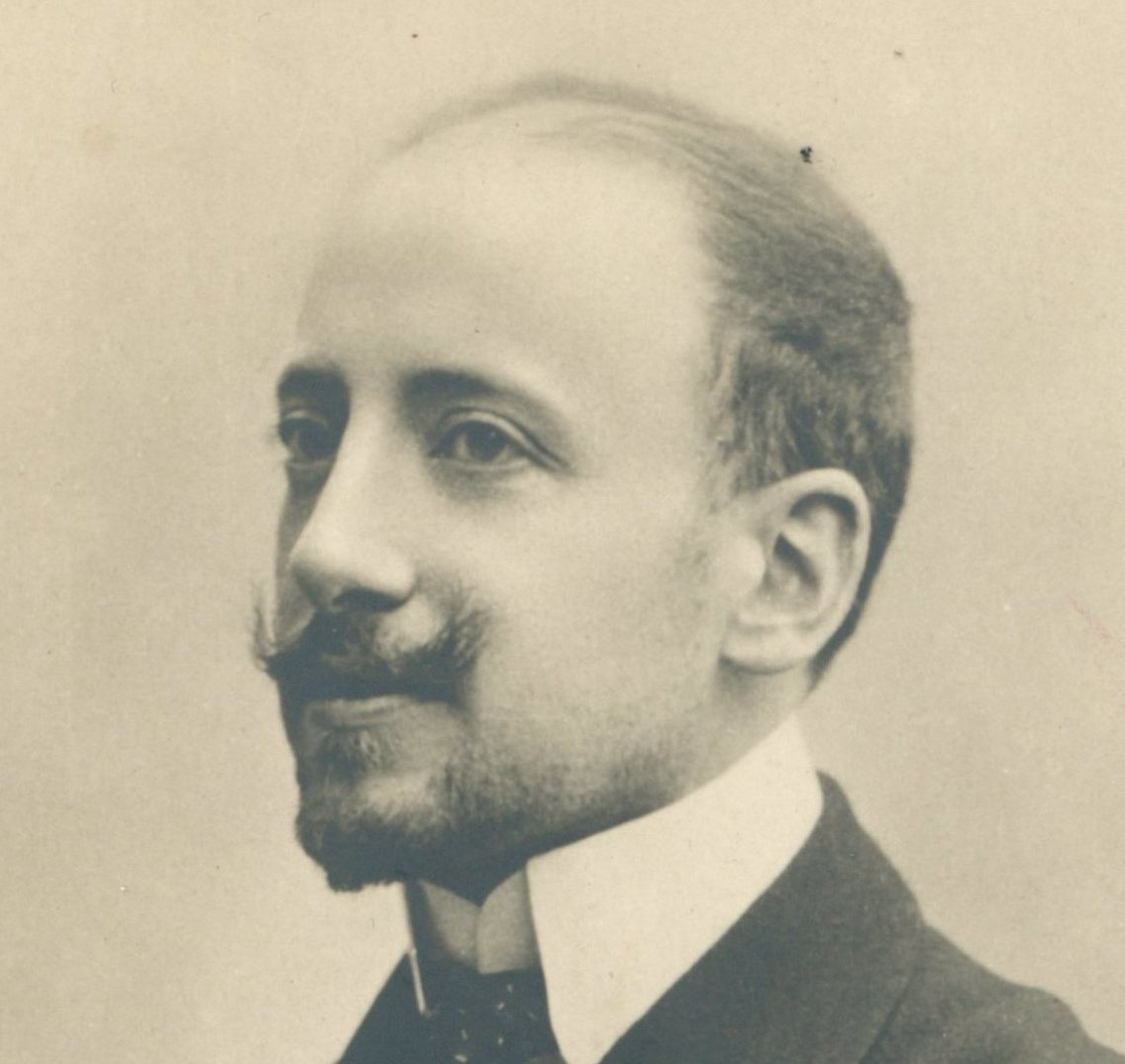
Gabriele D’Annunzio (1863–1938)

### Danny
- Danny (* 1983), portugiesischer Fußballspieler
- Danny D (* 1987), britischer Pornodarsteller